# Траума и сећање (књига)
Траума и сећање : тело и ум у трагању за живом прошлошћу : практични водич за разумевање и рад са трауматским сећањима је књига за самопомоћ америчког терапеута Питера А. Левина (енгл. Peter A. Levine) објављена 2015. године. Издавачка кућа Арете објавила је књигу на српски језик 2024. године у преводу Јасне Димитријевић.

## О књизи
Др Питер Левин са овом књигом и закључцима која у њој доноси наставља своје револуционарно истраживање централне улоге тела у процесуирању и лечењу трауме. Користећи студије случаја из сопствене праксе која траје преко 45 година, као и личне доживљаје, Питер Левин нас упућује како да се односимо према сећању ускладиштеном у свом телу и искористимо његов потенцијал да се исцелимо и напредујемо.
Књига Траума и сећање бави се једним од најтежих и најконтроверзнијих питањима а то је да ли можемо веровати својим сећањима. Док неки тврде да су трауматска сећања непоуздана и некорисна, други инсистирају да се апсолутно морамо ослонити на сећање да бисмо разумели прошло искуство. Надовезујући се на својих 45 година успешног лечења трауме и користећи студије случаја из сопствене праксе, др Левин сугерише да постоје елементи истине у оба мишљења. Иако признаје да се сећању може веровати, он тврди да су једина истински корисна сећања она која у почетку могу изгледати најмање поуздана: сећања ускладиштена у телу и којима наша свесна свест не мора нужно да приступи. До сада је много урађено у областима студија трауме како би се решила „експлицитна“ трауматска сећања у мозгу (као што су наметљиве мисли или флешбекови), али је с друге стране много мање пажње посвећено томе како само тело складишти „имплицитно“ сећање и колико онога што сматрамо „сећањем“ заправо долази до нас кроз наша (често несвесно приступана) осећања. Доктор Левин сматра да учењем како да боље разумемо ову сложену интеракцију прошлости и садашњости, мозга и тела, можемо прилагодити наш однос према прошлим траумама и прећи у уравнотеженије, опуштеније стање бића.
Књига је написана за особе које пате од трауме, као и за стручњаке за ментално здравље, и представља револуционаран поглед на то како се сећање конструише и колико сећања утичу на наше садашње стање бића. Књига може бити корисна и онима који желе да унапреде своје емотивно здравље и добробит.
Једна од главних порука ове књиге јесте значај тела у процесу исцељења. Други кључни аспекти су: конструктивна улога сећања, како траума утиче на наш живот, и како се путем тело-менталног повезивања може доћи до излечења.